# Nikolai Bàssov
Nikolai Guennàdievitx Bàssov (en rus: Николай Геннадиевич Басов) (Úsman, Unió Soviètica, 1922 - Moscou, 2001) fou un físic soviètic guardonat amb el Premi Nobel de Física l'any 1964.

## Biografia
Va néixer el 14 de desembre de 1922 a l'óblast de Lípetsk, que en aquells moments formava part de la Unió Soviètica i actualment està situada a Rússia. Després de participar en la Segona Guerra Mundial es llicencià en física l'any 1950 i es doctorà el 1956.
Morí l'1 de juliol de l'any 2001.

## Recerca científica
En aquells moments inicià els seus treballs al voltant del desenvolupament de la dualitat làser-màser. El principi del màser es basa en el fenomen de l'emissió estimulada, en el qual els àtoms emeten radiació quan els seus electrons fan una transició d'un nivell més alt d'energia a un nivell més baix. Bàssov treballà al costat d'Aleksandr Prókhorov desenvolupant un dispositiu pràctic basat en aquest principi que produiria radiació coherent en la banda de microones. El 1952 van aconseguir solucionar el problema, simultàniament a la investigació del físic nord-americà Charles Hard Townes. El 1964 els tres físics foren guardonats amb el Premi Nobel de Física pels seus treballs en el camp de l'electrònica quàntica, basat en els principis del màser-làser.
Al llarg de la seva vida fou guardonat amb cinc Ordes de Lenin i fou recompensat els anys 1969 i 1982 amb el títol d'Heroi del Treball Socialista. L'any 1973 fou nomenat director de l'Institut de Física de Lèbedev, càrrec que ocupà fins al 1988. El 1990 fou nomenat membre de l'Acadèmia Russa de Ciències, sent membre honorari de l'Acadèmia Internacional de Ciències.

## Premis i distincions
- Premi Nobel de Física (1964)
- Heroi del Treball Socialista (2)
- Medalla d'Or Lomonóssov (1990)
- Orde del Mèrit de la Pàtria de 2a classe
- Orde de Lenin (5)
- Orde de la Guerra Patriòtica de 2a classe
- Medalla de la victòria sobre Alemanya en la Gran Guerra Patriòtica 1941-1945
- Premi Lenin (1959)
- Premi Estatal de l'URSS (1989)